# 드래곤스 레어 (1983년 비디오 게임)
드래곤스 레어(Dragon's Lair)는 어드밴스트 마이크로컴퓨터 시스템스가 개발하고 시네마트로닉스가 1983년 배급한 인터랙티브 필름 레이저디스크 비디오 게임으로, 드래곤스 레어 시리즈 중 첫 번째 게임이다.
오리지널 소스 마스터는 1.37:1 비율로 촬영될 예정이었으나 오리지널 4x3 레이저디스크, 16x9 블루레이 릴리스로 크롭되었다. 이는 스페이스 에이스와 드래곤스 레어 II: 타임 워프에도 똑같이 적용된다.